# The Shoop Shoop Song (It's in His Kiss)
The Shoop Shoop Song (It's in His Kiss) är en sång skriven av Rudy Clark. 1964 fick Betty Everett en hit med låten, som nådde placeringen #1 på tidskriften Cashboxs R&B-lista. Låten spelades sedan in av flera artister och grupper världen över, och blev en stor hit då Cher spelade in den 1990.

## Betty Everetts hit, Merry Claytons original och Ramona Kings singel
Calvin Carter, som ledande A&R på Chicago-skivbolaget Vee-Jay Records, plockade upp "It's in His Kiss" under ett besök till New York i sökandet efter material till Vee-Jay, bland annat åt Betty Everett. Då Betty Everett haft en hit med en annan låt som Calvin Carter hade med sig från New York, "You're No Good", föreslog Calvin Carter att Betty Everett spelade in "It's in His Kiss" som kommande singel. Betty Everett gick med på det. Ackompanjerande sång på Betty Everetts inspelning kom från Vee-Jays Opals, fyra tonårsflickor från East Chicago, Indiana.
I boken The Heart of Rock and Soul skrev Dave Marsh att Betty Everetts version, som dock räknas till hennes solokarriär, är en av de bästa hitlåtarna av flickgrupp, och utan tvivel den bästa utanför genrens "axel" New York/Philadelphia/Los Angeles axis".
Flickgruppen Shirelles från New York tackade under det tidiga 1960-talet nej till låten, vilken först spelades in i New York av Merry Clayton med sångackompanjemang av the Blossoms; producerad av Jack Nitzsche och kallad "It's in His Kiss", Merry Claytons version släpptes i juni 1963 på Capitol Records, utan större framgångar. (i filmen Maid to Order 1987 spelar Merry Clayton en R&B-stjärna från 1960-talet som efter att ha festat och hamnat i fängelse arbetar som hushållsarbetare, men karriären återkommer, och framför låten som signaturmelodi).
En annan version av "It's in His Kiss" av Los Angeles-sångaren Ramona King (producerad av Joe Saraceno och Jerry Riopelle) släpptes på Warner Brothers i januari 1964, veckan före Betty Everetts version. Även om Betty Everetts singel ansågs få mer speltid då hon ansågs vara en etablerad hit-artist (med "You're No Good"), fruktade Vee-Jay minskande försäljning till förmån för Ramona Kings version och valde att kalla Betty Everetts version "The Shoop Shoop Song". "The Shoop Shoop Song" blev en av Betty Everetts största hitlåtar, med topplaceringen #6 på både Billboard Hot 100 och R&B-singellistorna i april 1964. Betty Everetts "The Shoop Shoop Song" var också en #1 R&B-hit på Cash Box.
Betty Everetts blev ursprungligen mindre populär i Storbritannien 1964, även om hennes USA-hit "Getting Mighty Crowded" (#65) 1965 nådde topplaceringen #29 i Storbritannien. 1968 släppte det brittiska skivmärket President Records båda låtarna på samma singel, med "The Shoop Shoop Song" som A-sida, och denna gång nådde man topplaceringen #34 i Storbritannien.

## 1960- och 70-talens coverversioner
Första större inspelningen av "The Shoop Shoop Song" med manlig sångare i Storbritannien då the Searchers, med Mike Pender på sång, spelade in den som "It's in Her Kiss" i april 1964 till albumet  It's the Searchers. Under samma titel spelades låten därefter in av the Hollies och the Swinging Blue Jeans medan "Britgirls" Helen Shapiro, Lulu och Sandie Shaw alla spelade in den som "It's in His Kiss", även om ingen av dessa versioner släpptes på singel.
1974 spelade australiska Bootleg Family Band, och fick en topp-fem-hit i Australien. Senare bytte man namn till "Australien".
"The Shoop Shoop Song" blev först 1975 en större hit i Storbritannien, då genom en discoversion av Linda Lewis producerad av Bert de Couteaux och Tony Silvester med Luther Vandross som bakgrundssångare. Den kallades då "It's in His Kiss", även om den innehöll en variant av "shoop shoop" bakgrundssången, och nådde topplaceringen #6.
Kate Taylor fick en hit i USA 1977 med låten på singel (#49) genom en akustisk tolkning av "It's in His Kiss"; med James Taylor som producerade (med Lew Hahn). Linda Ronstadt planerade att spela in "The Shoop Shoop Song" med Nicolette Larson; detta övergavs men Linda Ronstadt och Phoebe Snow framförde låten i Saturday Night Live 1979.
Swinging Blue Jeans nådde placeringen #3 i Storbritannien med sina covers på Betty Everetts singel "The Shoop Shoop Song"/"You're No Good", men gruppens version av "It's in Her Kiss" släpptes inte förrän 1998, då på samlingen At Abbey Road compilation.
Övriga versioner av "The Shoop Shoop Song" spelades in av Aretha Franklin, Vonda Shepard, the Supremes, och (som "It's in Her Kiss") av The Newbeats och The Nylons.

## Chers version
Cher spelade in låten som filmmusik till filmen Kärleksfeber (Mermaids) 1990, och singelsläppet sammanträffade med filmpremiären i november det året. Listframgången "The Shoop Shoop Song", som nådde topplaceringen #33 i januari 1991, avslutade en serie hitlåtar av Cher i USA sedan 1987.
Efter mindre amerikanskt intresse för "The Shoop Shoop Song" ledde till att hon spelade in Barbara Lewis' "Baby I'm Yours", som första singel från filmmusiken i Storbritannien och kontinentaleuropa. Men då låten misslyckades med att bli en hit, och nådde placeringen #89 i Storbritannien, släpptes "The Shoop Shoop Song" som singel, med "Baby I'm Yours", och nådde topplaceringen #1 i Storbritannien den 4 maj 1991, och toppade listan i fem veckor.
Chers "The Shoop Shoop Song" nådde topplaceringen #1 i Österrike, Republiken Irland, Nya Zeeland, Norge och Spanien; och nådde även topplaceringen #2 i Australien och placerade sig bland de tio främsta i Belgien, Frankrike, Tyskland, Nederländerna, Sverige och Schweiz.
Singelns framgång i Storbritannien och kontinentaleuropa ledde till att den lades på albumet Love Hurts, och släpptes i dessa delar av världen, samt Australien och Nya Zeeland. "The Shoop Shoop Song" låg också på albumet i Kanada, men i USA fanns "The Shoop Shoop Song" inte på ett album av Cher förrän 1999, då If I Could Turn Back Time: Cher's Greatest Hits släpptes.

### Listplaceringar
| Lista (1990)                                   | Topplaceringar |
| ---------------------------------------------- | -------------- |
| Australiska ARIA-singellistan                  | 2              |
| Österrikiska singellistan                      | 1              |
| Belgiska singellistan                          | 2              |
| Kanadensiska singellistan                      | 21             |
| Kanadensiska Canadian Adult Contemporary Chart | 4              |
| Nederländska topp 40                           | 5              |
| Europeiska singellistan                        | 1              |
| Franska singellistan                           | 3              |
| Tyska singellistan                             | 3              |
| Republiken Irlands singellista                 | 1              |
| Nyzeeländska singellistan                      | 1              |
| Norska singellistan                            | 1              |
| Spanska singellistan                           | 1              |
| Svenska singellistan                           | 10             |
| Schweiziska singellistan                       | 4              |
| Brittiska singellistan                         | 1              |

| Lista (1990)                                | Topplacering |
| ------------------------------------------- | ------------ |
| USA Billboard Hot 100                       | 33           |
| USA Billboard Hot 100 Singles Sales         | 23           |
| US Billboard Hot Dance Singles Sales        | 50           |
| USA Billboard Hot Adult Contemporary Tracks | 7            |

| Årsskifteslista (1991)    | Position |
| ------------------------- | -------- |
| Australiska singellistan  | 10       |
| Österrikiska singellistan | 3        |
| Tyska singellistan        | 7        |
| Schweiziska singellistan  | 7        |
| Brittiska singellistan    | 3        |

### Musikvideo
Den ursprungliga musikvideon till "The Shoop Shoop Song (It's in His Kiss)" gjordes för att marknadsföra filmen Kärleksfeber (Mermaids). Videon innehåller Cher med Winona Ryder och Christina Ricci, som spelade hennes döttrar i filmen, i en musikstudio med kläder och stil från 1960-talsperioden i filmen. Mot slutet av videon syns Cher och flickorna spraya på en vägg i en allé.
Då filmen kommit släpptes en video, utan filmscenerna.

### Format och låtlista
| Världsvidd CD-singel 1. The Shoop Shoop Song (It's in His Kiss) [2:51] 2. Baby I'm Yours 3. We All Sleep Alone USA-marknadsförings-CD 1. The Shoop Shoop Song (It's in His Kiss) [2:51] | Officiella versioner - Obsession Mix (8:21) - Crush Mix (8:19) - Ventura Party Dub (6:45) - Ventura Radio Edit (4:03) - Ventura Party Mix (6:31) |

### Liveframförande
Cher framförde låten under följande konsertturnéer:
- Love Hurts Tour
- Do You Believe? Tour
- The Farewell Tour (2002-2005)
- Cher at the Colosseum (upphörde under andra omgången)